# بوزويلو دي الاركون
بوزويلو دي الاركون (بالإنجليزية: Pozuelo de Alarcon)‏ هي بلدية ومدينة في منطقة الحكم الذاتي وتقع في منطقة مدريد في وسط إسبانيا. تبلغ مساحة هذه المدينة 43.2 (كم²)، ويبلغ عدد سكانها نسمة حسب إحصاء سنة م.

## توأمة
لبوزويلو دي الاركون اتفاقيات توأمة مع كل من:
- بوزنان
- إيسي ليه مولينو منذ (1990 - )

## أعلام
- ليوبولدو كالبو صوطيلو
- رافاييل ديل بينو
- إستيبان غرانيرو

## وصلات خارجية
- www.pozuelodealarcon.es نسخة محفوظة 21 سبتمبر 2017 على موقع واي باك مشين.